# Tasiocera (Dasymolophilus) squiresi
Tasiocera (Dasymolophilus) squiresi is een tweevleugelige uit de familie steltmuggen (Limoniidae). De soort komt voor in het Nearctisch gebied.